# Campeonato Sudamericano de Voleibol Masculino Sub-21 de 2012
El XXICampeonato Sudamericano de Voleibol Masculino Sub-21, será disputado en la ciudad de Saquarema, Río de Janeiro, Brasil, entre los días 23 y 27 de octubre de 2012. Al término del Campeonato Sudamericano Masculino Juvenil los tres primeros equipos nacionales estarán clasificados para el Campeonato Mundial de la categoría que se llevará a cabo en 2013.

## Equipos participantes
- Argentina
- Brasil
- Chile
- Colombia
- Perú
- Uruguay
- Venezuela

## Grupos
| Grupo A  | Grupo B   |
| -------- | --------- |
| Brasil   | Argentina |
| Chile    | Perú      |
| Colombia | Uruguay   |
|          | Venezuela |

## Primera fase

### Grupo A

#### Resultados
| Fecha    | Encuentro         | Resultado | Set   | Set   | Set   | Set   | Set   | Puntuación total |
| Fecha    | Encuentro         | Resultado | 1     | 2     | 3     | 4     | 5     | Puntuación total |
| -------- | ----------------- | --------- | ----- | ----- | ----- | ----- | ----- | ---------------- |
| 23-10-12 | Chile - Colombia  | 3-2       | 25-19 | 25-20 | 25-27 | 16-25 | 15-12 | 106-103          |
| 24-10-12 | Brasil - Colombia | 3-0       | 25-16 | 25-13 | 25-13 |       |       | 75-42            |
| 25-10-12 | Brasil - Chile    | 3-0       | 25-15 | 25-16 | 25-22 |       |       | 75-53            |

### Clasificación
| Pos | Equipo   | PJ | PG | PP | SG | SP | PTS |
| --- | -------- | -- | -- | -- | -- | -- | --- |
| 1   | Brasil   | 2  | 2  | 0  | 6  | 0  | 6   |
| 2   | Chile    | 2  | 1  | 1  | 3  | 5  | 2   |
| 3   | Colombia | 2  | 0  | 2  | 2  | 6  | 1   |

### Grupo B

#### Resultados
| Fecha    | Encuentro             | Resultado | Set   | Set   | Set   | Set   | Set | Puntuación total |
| Fecha    | Encuentro             | Resultado | 1     | 2     | 3     | 4     | 5   | Puntuación total |
| -------- | --------------------- | --------- | ----- | ----- | ----- | ----- | --- | ---------------- |
| 23-10-12 | Argentina - Perú      | 3-0       | 25-15 | 25-15 | 25-19 |       |     | 75-49            |
| 23-10-12 | Venezuela - Uruguay   | 3-1       | 22-25 | 25-15 | 25-17 | 25-16 |     | 97-73            |
| 24-10-12 | Venezuela - Perú      | 3-0       | 27-25 | 25-11 | 25-22 |       |     | 77-58            |
| 24-10-12 | Argentina - Uruguay   | 3-0       | 25-17 | 25-15 | 25-16 |       |     | 75-48            |
| 25-10-12 | Venezuela - Argentina | 0-3       | 14-25 | 21-25 | 21-25 |       |     | 56-75            |
| 25-10-12 | Perú - Uruguay        | 3-0       | 25-23 | 25-17 | 25-15 |       |     | 75-55            |

### Clasificación
| Pos | Equipo    | PJ | PG | PP | SG | SP | PTS |
| --- | --------- | -- | -- | -- | -- | -- | --- |
| 1   | Argentina | 3  | 3  | 0  | 9  | 0  | 9   |
| 2   | Venezuela | 3  | 2  | 1  | 6  | 4  | 6   |
| 3   | Perú      | 3  | 1  | 2  | 3  | 6  | 3   |
| 4   | Uruguay   | 3  | 0  | 2  | 1  | 9  | 0   |

## Clasificación 5° y 7° puesto
| Fase           | Fecha    | Encuentro          | Resultado | Set   | Set   | Set   | Set   | Set   | Puntuación total |
| Fase           | Fecha    | Encuentro          | Resultado | 1     | 2     | 3     | 4     | 5     | Puntuación total |
| -------------- | -------- | ------------------ | --------- | ----- | ----- | ----- | ----- | ----- | ---------------- |
| 5° al 7° lugar | 25-10-12 | Perú - Uruguay     | 3 - 0     | 25:23 | 25:17 | 25:15 |       |       | 93 - 79          |
| 5° al 7° lugar | 25-10-12 | Colombia - Uruguay | 3 - 1     | 25:18 | 18:25 | 25:15 | 25:21 |       | 93 - 79          |
| 5° lugar       | 26-10-12 | Colombia - Perú    | 3 - 2     | 25-16 | 25-16 | 23-25 | 20-25 | 15:12 | 108 - 94         |

## Fase final

### Final 1° y 3° puesto
|  | Semifinales | Semifinales |   |       | Final     | Final |  |
|  |             |             |   |       |           |       |  |
|  |             |             |   |       |           |       |  |
|  |             |             |   |       |           |       |  |
|  | Brasil      | 3           |   |       |           |       |  |
|  | Venezuela   | 0           |   |       |           |       |  |
|  |             |             |   |       |           |       |  |
|  |             |             |   |       |           |       |  |
|  |             |             |   |       | Brasil    | 3     |  |
|  |             | Argentina   | 0 |       |           |       |  |
|  |             |             |   |       |           |       |  |
|  |             |             |   |       |           |       |  |
|  |             |             |   |       | 3º puesto |       |  |
|  |             |             |   |       |           |       |  |
|  | Chile       | 0           |   | Chile | 0         |       |  |
|  | Argentina   | 3           |   |       | Venezuela | 3     |  |

### Resultados
| Fase      | Fecha    | Encuentro          | Resultado | Set   | Set   | Set   | Set | Set | Puntuación total |
| Fase      | Fecha    | Encuentro          | Resultado | 1     | 2     | 3     | 4   | 5   | Puntuación total |
| --------- | -------- | ------------------ | --------- | ----- | ----- | ----- | --- | --- | ---------------- |
| Semifinal | 26-10-12 | Argentina- Chile   | 3 - 0     | 25:13 | 25:23 | 25:22 |     |     | 75 - 58          |
| Semifinal | 26-10-12 | Brasil - Venezuela | 3 - 0     | 25:21 | 25:19 | 25:19 |     |     | 75 - 59          |
| 3° lugar  | 27-10-12 | Chile - Venezuela  | 0 - 3     | 21:25 | 12:25 | 20:25 |     |     | 53 - 75          |
| Final     | 27-10-12 | Argentina - Brasil | 0 - 3     | 14:25 | 17:25 | 17:25 |     |     | 48 - 75          |

## Campeón
| Brasil            |
| Campeón           |
| Brasil 17° título |

## Clasificación final
| Pos | Equipo    |
| --- | --------- |
| 1   | Brasil    |
| 2   | Argentina |
| 3   | Venezuela |
| 4   | Chile     |
| 5   | Colombia  |
| 6   | Perú      |
| 7   | Uruguay   |

## Clasificados alCampeonato Mundial de Voleibol Masculino sub-21 de 2013
| Bandera de Brasil | Bandera de Argentina | Bandera de Venezuela |
| Brasil            | Argentina            | Venezuela            |

## Distinciones individuales
| Distinción      | Nombre          | Equipo    |
| --------------- | --------------- | --------- |
| MVP             | João Ferreira   | Brasil    |
| Mejor Anotadora | Thiago Veloso   | Brasil    |
| Mejor Ataque    | Fabián Martínez | Venezuela |
| Mejor Bloqueo   | Leandro Santos  | Brasil    |
| Mejor Servicio  | João Ferreira   | Brasil    |
| Mejor Recepción | Sebastián Saenz | PERÚ      |
| Mejor Defensa   | Juan Díaz       | Colombia  |
| Mejor Líbero    | Martín Weber    | Argentina |

| Predecesor: Chile 2010 | Campeonato Sudamericano Masculino de Voleibol Sub-21 de 2012 Brasil 2012 | Sucesor: Brasil 2014 |